# Limited liability company
Uma sociedade de responsabilidade limitada (Em inglês: Limited liability company) (LLC, para abreviar) é a forma específica dos Estados Unidos de uma sociedade anônima privada. É uma estrutura empresarial que pode combinar a tributação repassada de uma parceria ou empresa individual com a responsabilidade limitada de uma corporação. Uma LLC não é uma corporação sob a lei estadual; é uma forma legal de uma empresa que fornece responsabilidade limitada aos seus proprietários em muitas jurisdições. As LLCs são bem conhecidas pela flexibilidade que oferecem aos proprietários de empresas; dependendo da situação, uma LLC pode optar por usar as regras de imposto corporativo em vez de ser tratada como uma parceria, e, sob certas circunstâncias, as LLCs podem ser organizadas como sem fins lucrativos. Em alguns estados dos EUA (por exemplo, Texas), as empresas que fornecem serviços profissionais que exigem uma licença profissional estadual, como serviços jurídicos ou médicos, podem não ter permissão para formar uma LLC, mas podem ser obrigadas a formar uma entidade semelhante chamada profissional limitada sociedade de responsabilidade civil (PLLC).
Uma LLC é uma entidade legal híbrida com certas características de uma corporação e uma parceria ou sociedade unipessoal (dependendo de quantos proprietários existem). Uma LLC é um tipo de associação sem personalidade jurídica distinta de uma corporação. A principal característica que uma LLC compartilha com uma corporação é a responsabilidade limitada, e a principal característica que ela compartilha com uma parceria é a disponibilidade de imposto de renda repassado . Como uma entidade comercial, uma LLC geralmente é mais flexível do que uma corporação e pode ser adequada para empresas com um único proprietário.